# Zsibót
Zsibót is een Zuid-Hongaars dorpje dat behoort tot de gemeente Szigetvár, in het westen van het comitaat Baranya. Het dorp, dat ongeveer 250 inwoners telt, ligt op circa twee kilometer van de stad Szigetvár.
Het dorp is gelegen even ten noordoosten van Szigetvár en bestaat uit de delen Zsibót-Dorp, Zsibót-Szőlőhegy (de wijnheuvels rondom het dorp aan de noordkant), Domolospuszta (met een oud kasteelhotel) en Turbékpuszta. Bij deze laatste plek zou de legendarische Slag bij Szigetvár (1566) plaatsgevonden hebben, waarbij de Hongaarse held Miklós Zrínyi  (ook bekend als Nikola Šubić Zrinski) uiteindelijk de dood vond. 
DeTurkse sultan Süleyman I stierf tijdens het beleg op hoge leeftijd aan de gevolgen van een ziekte. Ter ere hiervan heeft er lange tijd een moskee gestaan bij Turbék, welke later vervangen is door een kerk. In de jaren '90 van de 20e eeuw is door de Turkse president een groot monument opgericht ter herinnering aan de Slag bij Szigetvár, welke gelegen is langs Rijksweg 67 (Szigetvár-Kaposvár). In dit "Park van de Turks-Hongaarse Vriendschap" zijn onder andere de hoofden van Zrínyi en sultan Süleyman II zeer groot uitgebeeld.

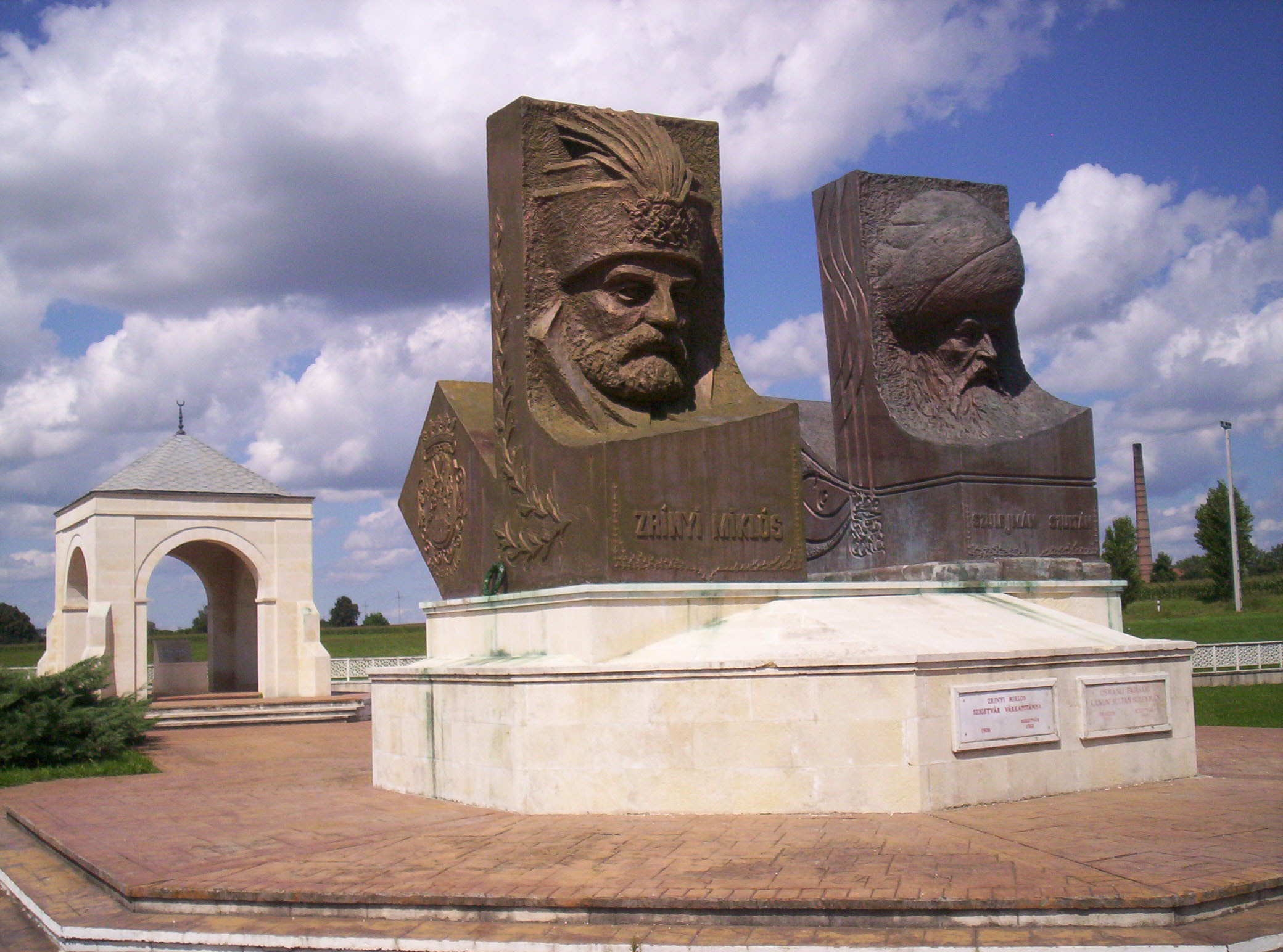
Park van de Turks-Hongaarse Vriendschap